# Roberto Amadè
Roberto Amadè, nome d'arte di Roberto Cappella (Vercelli, 3 aprile 1982), è un cantautore italiano.

## Biografia
Figlio d'arte, suo padre è Claudio Cappella, contrabbassista stabile presso l'Orchestra del Teatro alla Scala di Milano dal 1979. Polistrumentista, Amadè è inoltre diplomato in pittura presso l'Accademia Albertina delle Belle Arti di Torino e, dal 2007, una sua opera intitolata Abbado (dedicata all'omonimo direttore d'Orchestra Claudio Abbado) è conservata presso la Fondazione del Teatro alla Scala.
Studia pianoforte con il maestro Massimo Viazzo con il quale approfondisce l'armonia e l'ascolto degli autori classici. Si avvicina successivamente allo studio dei generi blues, soul e jazz sotto la guida del contrabbassista Stefano Solani e, impressionato dalle immense potenzialità della voce umana, frequenta diversi corsi e masterclass di canto diretti da Albert Hera.

### Prime esperienze musicali e il Premio Bindi
L'avvicinarsi a diversi stili musicali porta Amadè a studiare attentamente svariate timbriche stilistiche sia vocali che strumentali. Rimane molto affascinato dalla musica per il cinema e nel 2008 compone la colonna sonora del film La terra nel sangue diretto da Giovanni Ziberna e che vede, tra i protagonisti, l'attrice e conduttrice radiofonica Sarah Maestri.
Nel 2010 vince il Premio Bindi, ricevendo inoltre il premio SIAE per la miglior musica e il miglior arrangiamento (firmato dallo stesso Amadè)
Il 15 settembre 2010 pubblica l'album d'esordio Tutti gli incanti della vita, prodotto da Bruno Tibaldi e distribuito da Universal Music Group.
L'album, interamente composto e arrangiato da Amadè con collaborazioni come quella di Francesco Tamiati, Pier Michelatti, Gigi Biolcati, Roberto Gualdi, Stefano Brandoni, Antonio Petruzzelli e Umberto Iervolino.
Grazie alla vittoria del Premio Bindi il 17 settembre 2010 partecipa insieme a Cristiano De André, Alberto Fortis e Francesco Baccini alla rassegna Palco d'Autore esibendosi al Porto Antico di Genova e ricevendo l'omonima Targa "Palco d'Autore". La serata vede la regia di Pepi Morgia..

### Festival di Sanremo 2011,Amiamo GenovaeDisegni nel vento
Nel dicembre 2010, dopo le prime attenzioni da parte della critica, è il vincitore di Area Sanremo con il brano Come pioggia, ottenendo l'ammissione, con il brano omonimo, al Festival di Sanremo 2011 dove si aggiudica il terzo posto nella categoria "Giovani" sotto la direzione del maestro Massimo Morini.
Il brano Come pioggia è arrangiato da Roberto Amadè insieme a Celso Valli e viene registrato e mixato presso l'Over Studio. È supportato da un videoclip diretto da Gaetano Morbioli che viene trasmesso, per diversi mesi, dal canale Video Italia di Radio Italia Solo Musica Italiana.
Con la partecipazione al Festival di Sanremo 2011 l'album d'esordio Tutti gli incanti della vita viene ripubblicato il 16 febbraio 2011, con il nuovo titolo Come pioggia, dalla Major Universal Music Group e Amadè ottiene un contratto manageriale con Michele Torpedine che lo invita ufficialmente a far parte della sua scuderia di artisti.
L'album ottiene una discreta attenzione da parte della critica e Mario Luzzatto Fegiz ne scrive una recensione sul Corriere della Sera.
Nel marzo 2011 Roberto Amadè diventa il supporter del tour teatrale di Francesco Renga. che gli permette di esibirsi nei maggiori teatri italiani.
Grazie al continuo studio sulla voce e al supporto ricevuto dall'amico Albert Hera nell'ottobre 2011, dopo una serie di concerti live che lo vedono esibirsi sia in veste solista che accompagnato da una band, viene invitato a partecipare, come docente, al "Convegno Internazionale di foniatria" diretto da Franco Fussi.
Il 21 dicembre 2011 esce il videoclip del brano Devo andare, (estratto dall'album Come pioggia) con la regia di Isabel Salinas.
Il 26 gennaio 2012 Roberto Amadè si esibisce al Teatro degli Arcimboldi di Milano per lo spettacolo benefico battezzato "Amiamo Genova".
Il concerto ha lo scopo di raccogliere fondi a favore delle famiglie vittime dell'alluvione che ha duramente colpito la città di Genova il 4 novembre 2011. L'evento nasce dalla volontà di alcuni amici genovesi trapiantati in territorio lombardo, tra cui Gianfranco Piccolo, presidente di UM, di dare un contributo concreto e, nello stesso tempo, un tributo alla propria città d'origine, Genova.
Roberto Amadè divide il palco con Gino Paoli, Fabio Fazio, Corrado Tedeschi e interpreta con Cristiano De André e Francesco Baccini il brano Crêuza de mä di Fabrizio De André.
Inoltre Roberto Amadè compone un brano intitolato Tra il mare e la poesia che ha, anch'esso, lo scopo di raccogliere fondi a favore degli alluvionati.
Amadè interpreta il brano al pianoforte di fronte a un Teatro Arcimboldi tutto esaurito, in una serata che raccoglie ben 45 000 euro in beneficenza.
Nell'aprile 2013 collabora come autore e compositore all'album Come in cielo così in guerra di Cristiano De Andrè scrivendo il brano Disegni nel vento.
Come pittore partecipa a numerose aste presso la casa d'aste Meeting Art. I suoi dipinti sono visibili sui siti certificati d'arte come Ars Value del Sole 24 Ore.
Nel febbraio 2014 partecipa alla collettiva Opera prima presso il Palazzo Oddo di Albenga insieme a numerosi celebri artisti contemporanei come Andy, Scanavino, Licata, Mirò, Boyes.
Sempre nel febbraio 2014 realizza un grande concerto presso il Teatro Impero di Marsala organizzato dal Centro culturale e artistico di Ignazio Boschetto, membro del celebre trio internazionale Il Volo.

## Discografia

### Album
- 2010 - La Terra nel Sangue (Studio Lead)
- 2010 - Tutti gli incanti della vita (Studio Lead / Universal Music Group)
- 2011 - Come Pioggia (Universal Music Group)